# 50,000,000 Elvis Fans Can’t Be Wrong
50,000,000 Elvis Fans Can’t Be Wrong: Elvis' Gold Records Volume 2 – dziewiąty album Elvisa Presleya. Wytwórnia RCA Victor Records wydała go 13 listopada 1959 r. Z dwóch sesji nagraniowych w RCA Studios w Nashville i trzech w Radio Recorders w Hollywood, powstał kompilacyjny album złożony z singli wydanych w 1958 i 1959 r. Na liście najlepszych albumów magazynu Billboard, znalazł się na trzydziestym pierwszym miejscu i stał się jednym z najbardziej udanych i ciekawych kompilacji wszech czasów.

## Zawartość
Na płycie znalazło się dziesięć utworów, z pięciu najlepszych singli Elvisa z lat 50. Niektóre utwory, takie jak: A Big Hunk O' Love, One Night, czy A Fool Such As I ukazały się też później na innych płytach. W latach 50. singiel stawał się złotym, jeśli jego sprzedaż osiągnęła milion egzemplarzy, ale już pod koniec lat 70. było to tylko 500 000. Dokładną liczbę sprzedanych singli, z których składa się album trudno ustalić, ale zdecydowana większość z nich zapewne osiągnęła milion.
W 1997 r. pojawiło się nowe wydanie płyty z podwójną liczbą utworów. Dodano m.in. Playing for Keeps oraz piosenkę Elvisa z późnych lat 50., Mean Woman Blues. Pozostałe bonusowe utwory pochodzą z minialbumów wydanych w tej samej dekadzie.

## Inspiracje
Sławne zdjęcie znajdujące się na okładce płyty, przedstawiające zwielokrotniony obraz Elvisa w złotym garniturze, nieraz było kopiowane przez innych artystów, podobnie jak tytuł płyty. Albumy nimi inspirowane:
- Phil Ochs' Greatest Hits (1970), Phil Ochs
- Body Wishes (1983), Rod Stewart
- Elvis Costello & The Attractions (1980), Elvis Costello
- 1,000,000 People Can’t Be Wrong (1994), Blues Traveler
- L'Etat Et Moi (1995), Blumfeld
- 50,000 Fall Fans Can’t Be Wrong (2004), The Fall
- 100,000,000 Bon Jovi Fans Can’t Be Wrong (2004), Bon Jovi
- 50,000,000 Soulwax Fans Can’t Be Wrong (2005), Soulwax

## Lista utworów
| 1.  | I Need Your Love Tonight (Bix Reichner, Sid Wayne)          | 2:04  |
|     |                                                             |       |
| 2.  | Don't (Jerry Leiber, Mike Stoller)                          | 2:48  |
|     |                                                             |       |
| 3.  | Wear My Ring Around Your Neck (Bert Carroll, Moody Russell) | 2:13  |
|     |                                                             |       |
| 4.  | My Wish Came True (Ivory Joe Hunter)                        | 2:33  |
|     |                                                             |       |
| 5.  | I Got Stung (David Hill, Aaron Schroeder)                   | 1:49  |
|     |                                                             |       |
| 6.  | One Night (Dave Bartholomew, Pearl King, Anita Steiman)     | 2:29  |
|     |                                                             |       |
| 7.  | A Big Hunk O' Love (Aaron Schroeder, Sidney Wyche)          | 2:12  |
|     |                                                             |       |
| 8.  | I Beg of You (Rose Marie McCoy, Cliff Owens)                | 1:50  |
|     |                                                             |       |
| 9.  | (Now And Then There’s) A Fool Such As I (Bill Trader)       | 2:36  |
|     |                                                             |       |
| 10. | Doncha' Think It’s Time (Luther Dixon, Clyde Otis)          | 1:54  |
|     |                                                             |       |
|     |                                                             | 22:28 |
|     |                                                             |       |